# Franc Ferdinand
Za glasbeno skupino glejte Franz Ferdinand.
Nadvojvoda Franc Ferdinand, s polnim imenom Franz Ferdinand Carl Ludwig Joseph Maria Habsburški, (nemško Franz Ferdinand von Österreich-Este), * 18. december 1863, Gradec, Avstrija, † 28. junij 1914, Sarajevo, Bosna in Hercegovina (tedaj Avstro-Ogrska).
Franz Ferdinand je bil najstarejši sin avstrijskega nadvojvode Karla Ludwiga, mlajšega brata avstrijskega cesarja Franca Jožefa I. Po smrti prestolonaslednika Rudolfa leta 1889 in smrti Karla Ludwiga leta 1896 je Franz Ferdinand postal dedič avstro-ogrskega prestola. Njegovo dvorjenje s Sophie Chotek, čakajočo damo, je povzročilo konflikt v cesarskem gospodinjstvu, njun morganatični zakon leta 1900 pa je bil dovoljen šele potem, ko se je odrekel pravici svojih potomcev do prestola. Franz Ferdinand je imel pomemben vpliv na vojsko in je bil leta 1913 imenovan za generalnega inšpektorja avstro-ogrskih oboroženih sil. 
28. junija 1914 je Ferdinanda in njegovo ženo Sofijo med obiskom v Sarajevu umoril 19-letni Gavrilo Princip, član Mlade Bosne. Atentat na Franza Ferdinanda je privedel do julijske krize in pospešil napoved Avstro-Ogrske vojni proti Srbiji, kar pa je sprožilo vrsto dogodkov, ki so sčasoma privedli do tega, da so zavezniki Avstro-Ogrske in srbski zavezniki napovedali vojno drug drugemu ter posledično začetek prve svetovne vojne.

## Življenjepis
Bil je pripadnik habsburške dinastije. Njegov oče Karl Ludvik je bil brat cesarja Franca Jožefa. Njegov bratranec Rudolf Habsburški, edini sin Franca Jožefa in zato prestolonaslednik, si je 30. januarja 1889 v lovski koči Mayerling vzel življenje. S tem je pravica do nasledstva prestola pripadla cesarjevemu bratu Karlu Ludviku. Ko je ta 1896 umrl, je naslednik avstrijskega prestola postal Franc Ferdinand.
Pred morganatsko poroko z žensko iz zanj prenizkega stanu, češko grofico Sofijo Chotek (po poroki vojvodinjo Hohenburško), se je strinjal, da s tem njegovi bodoči otroci izgubijo pravico do prestola. Cesar Franc Jožef in večina rodbine se poroke niso udeležili.
Ni se strinjal z mnogimi političnimi smernicami tedanje Avstro-Ogrske. Zavzemal se je za splošno moško volilno pravico, ki bi pomenila konec madžarske prevlade v ogrskem delu monarhije. Njegove ideje o ustanovitvi tretjega, slovanskega kraljestva, ki bi vključevalo Bosno in Hercegovino kot branik pred tistim, kar je notranje ministrstvo imelo za srbski iredentizem, so zbujale nestrinjanje pri zagovornikih in podpornikih tedanje ureditve dualizma - dvojne monarhije (Avstrije in Ogrske).
Čeprav so mnogi šteli Franca Ferdinanda za voditelja »vojne stranke« znotraj Avstro-Ogrske, to ni bilo res. V resnici je bil nadvojvoda eden vodilnih zagovornikov miru v avstro-ogrski vladi med krizo v Bosni (1908-1909) in balkanskimi vojnami (1912-1913).
Ko je Franc Ferdinand konec junija 1914 nameraval obiskati manevre avstro-ogrskih vojaških enot, nastanjenih v Bosni in Hercegovini, se je tajna srbska organizacija Črna roka odločila nanj izvesti atentat. Črna roka je za to priložnost izurila skupino mladeničev iz Bosne, ki so bili člani druge organizacije z imenom Mlada Bosna in ki so potem atentat v Sarajevu tudi uspešno izvedli. Atentat se je zgodil na Vidov dan, 28. junija 1914. Prestolonaslednika je skupaj z ženo Sofijo ustrelil Gavrilo Princip. Ta umor je bil povod za prvo svetovno vojno. Dokazov, ki bi podprli domneve o tem, da je bil njegov slabo varovan obisk v Sarajevu načrtovan s strani nekaterih pripadnikov avstro-ogrskih uradnih krogov, da bi nadvojvodo izpostavili nevarnosti atentata, ki bi preprečil morebitne zaplete, ki jih bi Franc Ferdinand lahko povzročil, niso našli.
Kroglo, ki jo je Princip izstrelil v nadvojvodovo telo, včasih imenovano kar »krogla, ki je začela prvo svetovno vojno«, hranijo v muzeju na gradu Konopiště, nadvojvodovemu bivališču za časa življenja. Grad leži blizu kraja Benešov na Češkem.
Po njegovi smrti je postal prestolonaslednik Karel, sin njegovega mlajšega brata, Otta Franca Jožefa, ki je zaradi bolezni umrl leta 1906, star komaj 41 let. Leta 1916, po smrti cesarja Franca Jožefa, je sredi prve svetovne vojne postal zadnji avstrijski cesar, dokler ni moral leta 1918 odstopiti.

## Potomstvo
Franc Ferdinand in nadvojvodinja Sofija sta imela tri otroke, ki so vsi imeli potomce.
- Sophie (1901 - 1990)

poročena (1920), mož Friedrich von Nostitz-Rieneck
- Maximilian (1902 - 1962)

poročen (1926), žena Maria von Waldburg
- Ernst (1904 - 1954)

poročen (1936), žena Marie-Therese Wood